# Гриненко, Максим Емельянович
Максим Емельянович Гриненко (1921—2016) — полковник Советской Армии, участник Великой Отечественной войны, Герой Советского Союза (1943).

## Биография
Максим Гриненко родился 13 июня 1921 года в селе Нижняя Сыроватка (ныне — Сумский район Сумской области Украины) в крестьянской семье. Окончил семь классов школы, работал в колхозе. В 1940 году Гриненко был призван на службу в Рабоче-крестьянскую Красную Армию. С июля 1941 года — на фронтах Великой Отечественной войны. Принимал участие в боях на Степном и 2-м Украинском фронтах. В боях два раза был ранен. К сентябрю 1943 года гвардии красноармеец Михаил Гриненко был телефонистом 107-й гвардейской отдельной роты связи 78-й гвардейской стрелковой дивизии 7-й гвардейской армии Степного фронта. Отличился во время битвы за Днепр.
В ночь с 24 на 25 сентября 1943 года Гриненко одним из первых в своей дивизии переправился через Днепр в районе села Домоткань Верхнеднепровского района Днепропетровской области Украинской ССР. Он проложил кабель и установил связь между командным пунктом полка и дивизии. За двое суток боёв он устранил в воде 12 повреждений кабеля. Когда немецкие автоматчики обнаружили кабель и нарушили его, он принял бой с противником, восстановил его.
Указом Президиума Верховного Совета СССР от 26 октября 1943 года за «мужество и отвагу, проявленные при форсировании Днепра» гвардии красноармеец Максим Гриненко был удостоен высокого звания Героя Советского Союза с вручением ордена Ленина и медали «Золотая Звезда» за номером 1371.
В апреле 1944 года Гриненко был направлен на учёбу в Мурманское военное училище связи. Окончив его, он несколько лет служил на командных должностях. В 1953 году Гриненко окончил Военную академию связи. Был преподавателем Киевского высшего инженерного училища связи. В 1975 году в звании полковника он был уволен в запас, 5 мая 2008 году ему было присвоено звание генерал-майора Вооружённых Сил Украины. Проживал в Киеве. Умер 21 мая 2016 года.
Был также награждён двумя орденами Красной Звезды и орденом Отечественной войны 1-й степени, а также рядом медалей.